# Cenote

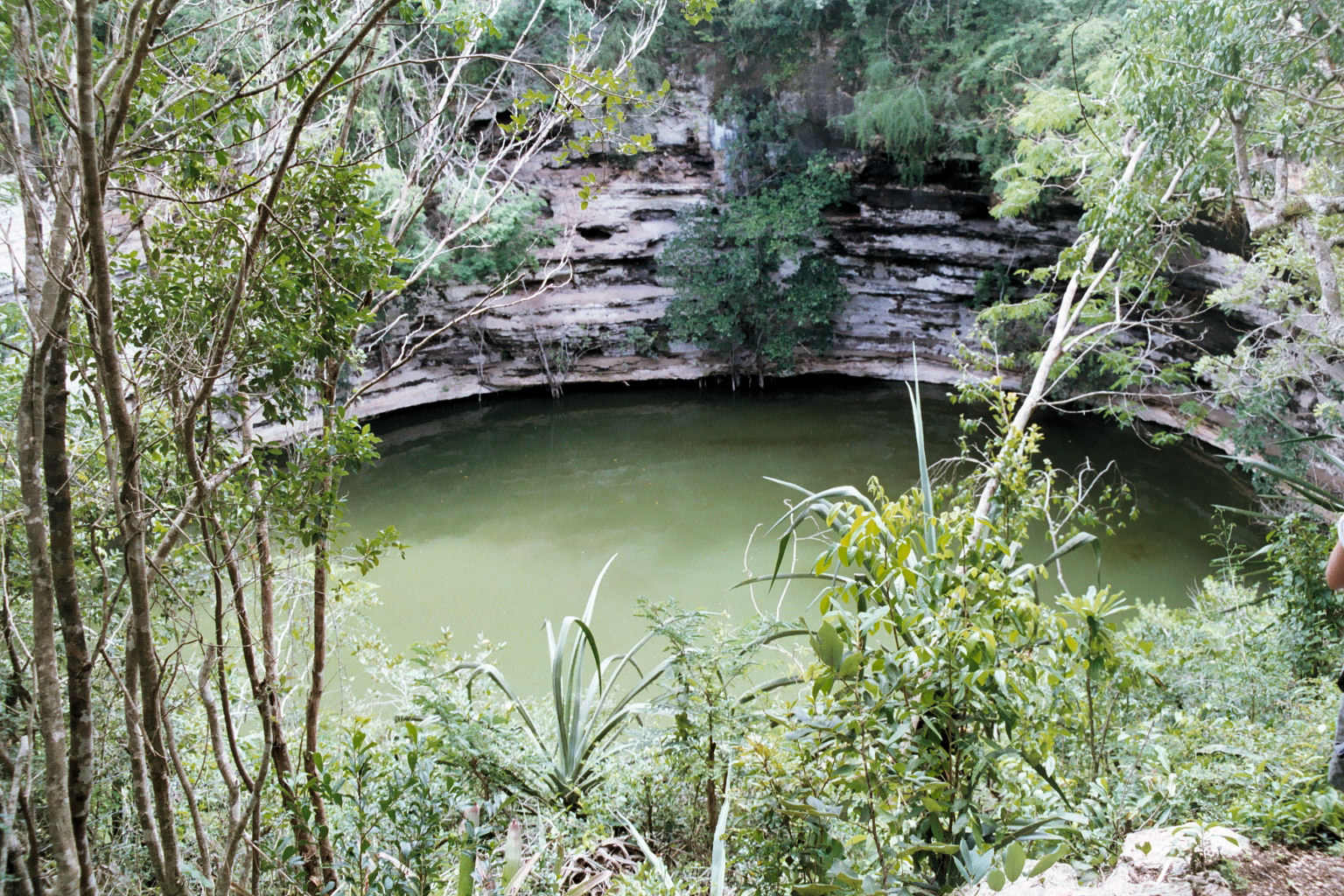
Cenote sagrat de Chichén Itzá

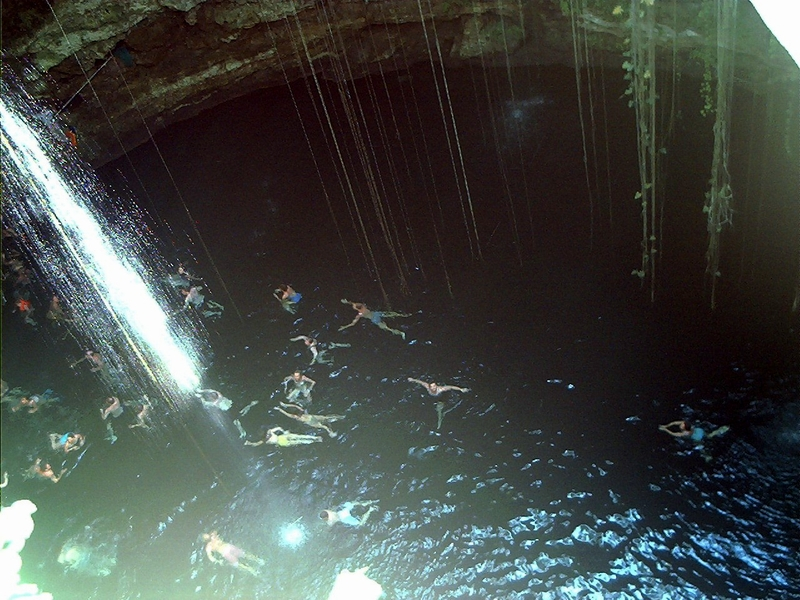
Cenote al Yucatán, on el clima càlid fa que siguin transformats en balnearis per a la població i el turista que els visita.

Un cenote (del maia ts'ono'ot: caverna amb aigua) és una dolina inundada d'origen kàrstic que es troba en algunes cavernes profundes, com a conseqüència d'haver-se ensorrat el sostre d'una o diverses coves. Aquí s'hi ajunten les aigües subterrànies, formant un estany més o menys profund. Hi ha diversos tipus de cenotes: a cel obert, semioberts i subterranis o en gruta. Aquesta classificació està directament relacionada amb l'edat del cenote; els cenotes madurs són aquells que es troben completament oberts i els més joves els que encara conserven la seva cúpula intacta. Com moltes altres estructures geomorfològiques, els cenotes són estructures transitòries, que finalment poden acabar farcits i dessecats, i passar a formar part del que es coneix com un paleokarst.

## Formació
La seva morfologia sol ser típicament subcircular, i amb les parets abruptes. Per l'evolució del massís càrstic, el cenote comença sent una cambra subterrània produïda per la dissolució de la roca calcària per la infiltració de l'aigua de pluja. Finalment, a mesura que la cavitat va augmentant de grandària, el cenote pot acabar aflorant a la superfície per col·lapse de la cúpula.
Els cenotes es van formar durant les èpoques de baixada del nivell de la mar durant els polsos glacials del Plistocè. La majoria dels cenotes són eixamplaments de complexes xarxes fluvials subterrànies, que a vegades s'obren pas fins a la mar. En aquests, l'aigua marina, més densa que la dolça, pot penetrar pel fons del sistema freàtic. Per això, hi ha cenotes en els quals a partir de determinada profunditat l'aigua passa de dolça a salada, fins i tot a molts quilòmetres de la costa. Aquesta superfície de contacte entre l'aigua dolça i la marina rep el nom d'haloclina, i provoca interessants efectes visuals.

## Sistemes interconnectats
L'espeleologia ha demostrat, a la península de Yucatán, l'existència d'interconnexions entre els cenotes i entre aquests i la mar, evidenciant un veritable sistema d'escorriment subterrani.
Els cenotes són estructures geomorfològiques típiques de les plataformes calcàries de la península de Yucatán i la península de Florida. Hi ha cenotes també en alguns altres llocs del món, tot i que sovint reben noms diferents. És el cas de les planes de Nullarbor, al nord de la Gran Badia Australiana i, també, a les Bahames, on hom els coneix com a blue holes o forats blaus. A l'estat de Yucatán, on hom ha explotat turísticament els cenotes, es calcula que hi ha més de 2.400 formacions d'aquesta mena i hi ha tot un programa per a inventariar-los, preservar-los i posar-los a l'abast dels visitants.

## Classificació delscenotes
Els cenotes es classifiquen en:
- Cenote de cel obert (com els de Chichén Itzá)
- Cenote semiobert
- Cenote subterrani o de gruta (com el d'Aké)

## Fauna i flora
Alguns cenotes tenen una rica varietat en flora i fauna d'aigua dolça en vies d'extinció: el peix cec de Yucatán (Typhliasina pearsei), la damablanca cega (Ogilbia pearsei), l'anguila cega (Ophisternon infernalis), l'anguila de llot (Ophisternon aenigmaticum), esponges, bivalves, gambetes i crustacis despigmentats (com el Speleonectes tulumensis) i plàncton. Alguns d'aquests també han estat poblats artificialment amb noves espècies. En zones molt pròximes a la costa, a més de les espècies abans esmentades, s'hi poden trobar alguns peixos d'aigua salada com ara pagres i vidriades, que arriben per conductes subterranis que comuniquen el fons del cenote amb el mar.

## Contaminació

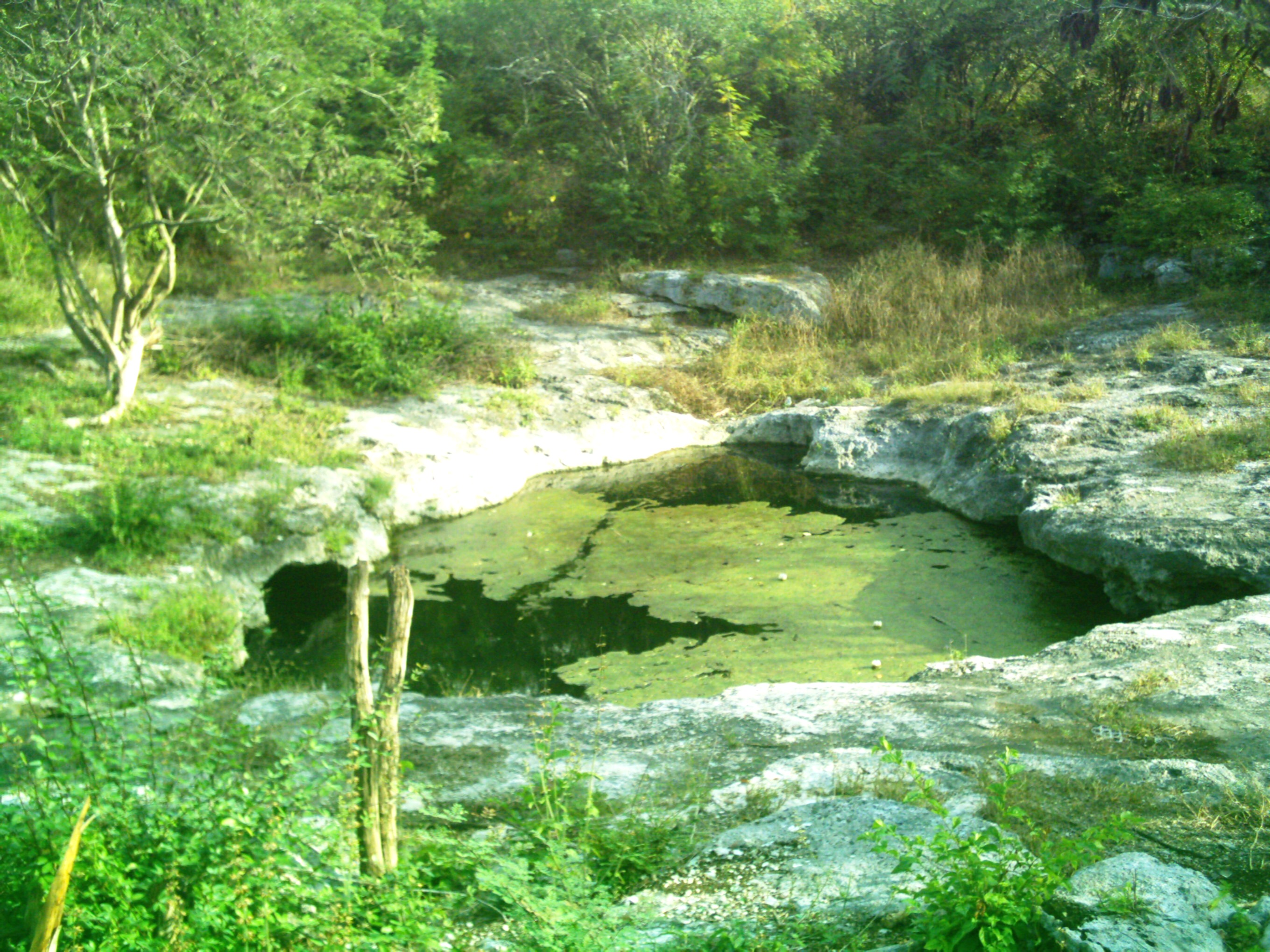
Cenote Chen Há, afectat per contaminació d'aigües negres

Alguns cenotes, com l'anomenat «Pochote», prop de la població de Dzityá, al municipi de Mérida, han estat contaminats per filtracions d'aigües negres i residus sòlids. De la mateixa manera, d'altres han estat emplenats amb runa o convertits en fosses sèptiques, particularment aquells que es troben en les zones urbanes.

## Els cenotes en la cultura maia
Etimològicament, la paraula cenote -amb la qual es designa un pou natural en terreny calcari, format per l'esfondrament del sostre d'una o diverses cavernes- procedeix de la veu maia dz'onot, tzonot o Ts'ono'ot (substantiu masculí), que significa «caverna amb aigua».
En alguns cenotes, els maies feien sacrificis humans rituals; els experts han corroborat, mitjançant un procés d'anàlisi dels ossos (osteotafonòmic), que la majoria de les restes trobades per arqueòlegs i bussejadors pertanyien a nens menors d'11 anys i a adults homes. Generalment, en aquest tipus de restes, s'hi troben marques rituals com talls per desarticular o descarnar, ossos cremats i marques d'escorxament.